# 聯想公司5G投票傳言
聯想5G投票是中國大陸流傳甚廣的一則都市傳說，開始出現於2017年下旬。

## 內容
傳說內容為3GPP组织曾在2016年的86屆起三屆會議討論5G編碼標準，而最後會議以投票表決，联想卻以关键一票帮助高通拿下5G标准，出卖国家利益。
其塑造了一個「國戰」場景，即「中國支持華為與Polar码」和「美國支持高通與LDPC码」兩軍交戰，最後聯想叛變導致LDPC成為通訊碼而Polar成為控制碼，未能兩項全拿的故事。

## 主要名词
- 3GPP：通訊電信這一行業最希望有全球統一標準，可以極度簡化軟硬體製造難度，創造全行業最大利益，第三代合作夥伴計劃（3rd Generation Partnership Project，簡稱3GPP）被創立成一種鬆散的行業會議論壇，以達成此一目的。
- Polar碼：中文稱極化碼的通訊除錯碼，2008年由土耳其教授埃達爾·阿利坎提出，是首個被證明能夠達到香農極限的通訊編碼方法。[2]
- LDPC 碼：中文稱低密度奇偶檢查碼的通訊除錯碼[3]，1962年由美國教授Gallager提出，在電信界使用多年相關人才和設備製造較成熟。
- Turbo码：中文稱渦輪碼的通訊除錯碼，1991年由法國教授Claude Berrou提出，其反饋環路運算法好比機械渦輪而得名，目前作為3G/4G手機的通信碼段標準。
- 5G標準：即第五代行動電話通訊標準，最終決定通信段長短碼用LDPC，控制信號段用Polar。